# Secamone leonensis
Secamone leonensis är en oleanderväxtart som först beskrevs av Scott Elliott, och fick sitt nu gällande namn av Nicholas Edward Brown. Secamone leonensis ingår i släktet Secamone och familjen oleanderväxter. Inga underarter finns listade i Catalogue of Life.